# Timothy McCarthy
Ne doit pas être confondu avec Tim McCarthy.
Timothy F. McCarthy, né le 15 juillet 1888 près de Kinsale et mort le 16 mars 1917 dans la Manche, était un marin et explorateur irlandais.

## Biographie
Fils de John et Mary McCarthy,, il naquit dans une région d'Irlande réputé pour la qualité de ses marins,.
Surnommé Tim, il fut l'un des plus jeunes à participer à l'expédition Endurance (1914-1917) en Antarctique sous le commandement d'Ernest Shackleton. L'expédition se passe mal et le navire, Endurance, bloqué par la glace, dérive et finit écrasé par le pack. L'équipage doit fuir à l'île de l'Éléphant. Frank Worsley le décrira comme un « irrépressible optimiste ».
Réputé comme le marin le plus solide de l'équipe, il accompagna Ernest Shackleton, Frank Worsley, Thomas Crean et Harry McNish sur le James Caird de l'île de l'Éléphant à la Géorgie du Sud, bien qu'il ne fera pas la traversée de l'île pour Stromness. Il obtiendra la médaille polaire de bronze à la suite de l'expédition.
Durant la Première Guerre mondiale, rejoignant la Royal Navy Reserve, il est tué au combat sur le 16 mars 1917 dans la Manche,, seulement trois semaines après son retour de l'Antarctique. Le SS Narragansett, le navire auquel il était affecté, fut torpillé par les Allemands,.
Son frère Mortimer, six ans plus âgé que Tim, participera lui aux expéditions Discovery et Terra Nova,. En 2000, Kinsale a érigé des bustes d'eux dans le parc de la ville,. Un visuel (no 23) de Timothy est aussi visible au Plymouth Naval Memorial.
L'île McCarthy, dans la baie du roi Haakon, a été nommé en sa mémoire.